# Фішман Петро Аронович
Петро Аронович Фішман (нар. 30 листопада 1955, Київ, СРСР) — радянський та російський скульптор, Член Спілки художників Росії, доцент кафедри дизайну Смоленського гуманітарного університету.

## Біографія
Петро Фішман народився в 1955 році у Києві в родині військовослужбовця. Родина часто переїжджала в різні міста за місцем служби батька. У 1967 році родина влаштувалася в місті Смоленську. Тут Петро почав малювати в ізостудії палацу піонерів, а в 1969 році вступив у Смоленську дитячу художню школу. Після закінчення художньої школи, продовжив займатися образотворчим мистецтвом на Художньо-графічному факультеті Смоленського державного педагогічного інституту.
У 1978 році Петро Фішман захистив дипломний проєкт на тему: «Пам'ятник комсомольцям-мінерам Демидівського району» з оцінкою відмінно і відзнакою державної комісії. Керівник диплому Народний художник РРФСР — скульптор Альберт Георгійович Сергєєв.
У 1980—1986 роках Петро Фішман працював художником-реставратором скульптури в Смоленському державному музеї-заповіднику. В даний час крім творчої і педагогічної діяльності скульптор займається реставрацією історичних і мистецьких пам'яток. З 1978 року регулярно бере участь у всіх всесоюзних та всеросійських виставках. З 1989 року він член Спілки художників СРСР.
Також Петро Фішман — викладач скульптури кафедри дизайну Смоленського гуманітарного університету. У 1998 та 2000 роках він став організатором симпозіумів з каменю в місті Смоленську. У 2005 році був художнім керівником творчої групи з культурного обміну між містами-побратимами Смоленськом і Хагеном (Німеччина).
Петро Фішман нагороджений дипломом Спілки художників Росії (1999), дипломом Російської Академії мистецтв (2004) та удостоєний Державної Стипендії Спілки художників Росії в галузі образотворчого мистецтва (2005).

## Творчість

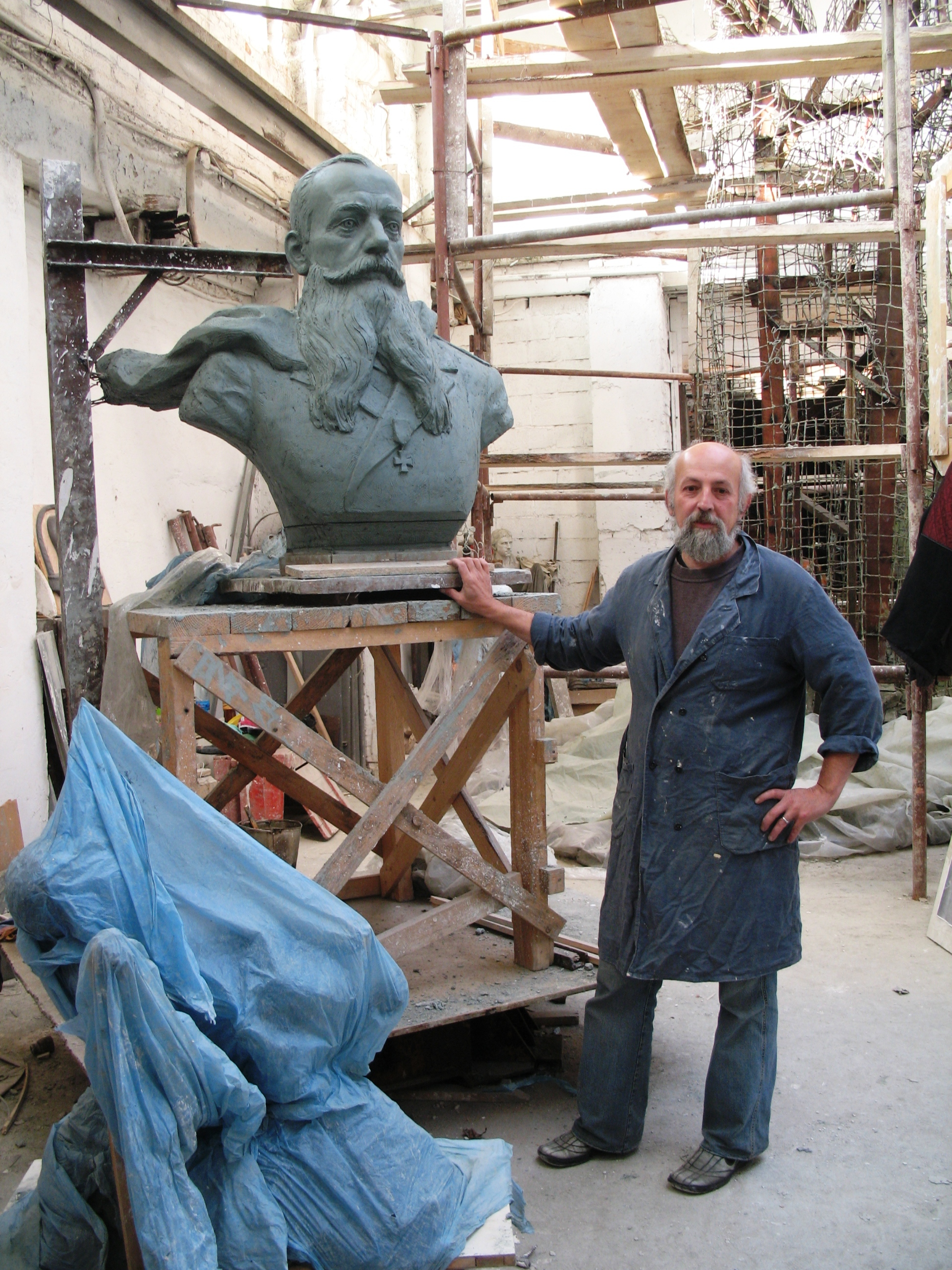
Робота над портретом адмірала Степана Макарова

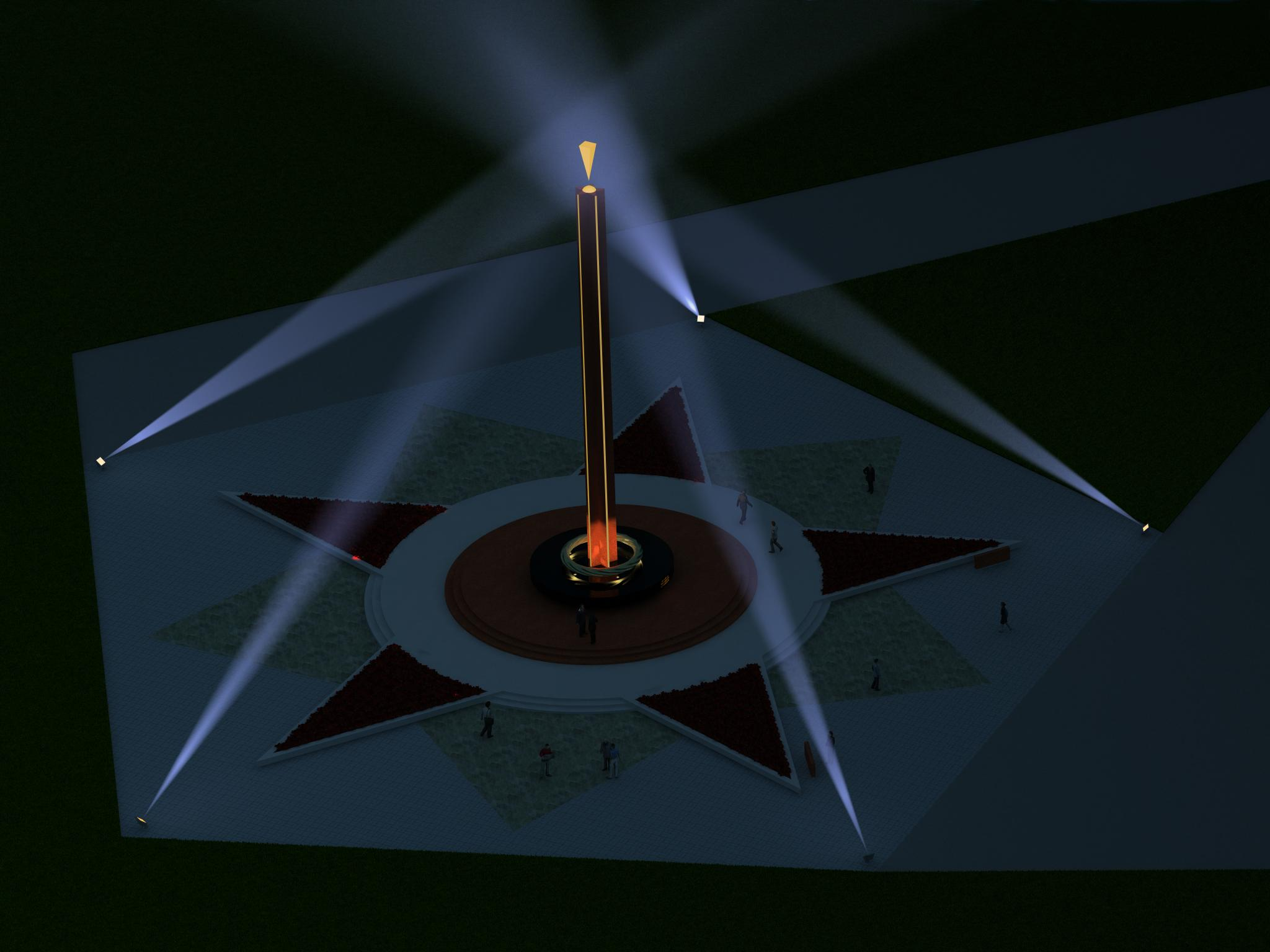
Проект пам'ятника Червоної Армії у місті Нетанья, Ізраїль

Петро Фішман працює в жанрі монументальної та станкової скульптури. Для його творчості характерні майстерна передача індивідуальних особливостей моделі, ретельне моделювання, використання виразних можливостей природної фактури матеріалу. Петро Фішман займається розробкою архітектурних проєктів, художнім проектуванням, створенням монументальної скульптури та ансамблів пам'яток, розробкою архітектурно-планувальних рішень реконструкції міського середовища, проектуванням і створенням унікальних інтер'єрів.

## Зібрання
Монументальні декоративні роботи Петра Фішмана встановлені в містах Росії і Німеччини.
Станкові роботи знаходяться в музеях і в приватних колекціях Російської Федерації, Голландії, Німеччини та Ізраїлю.

## Вибрані виставки
- 2013 — Виставка «Художники Смоленщини — городу», м. Смоленськ[1]
- 2011 — Виставка «Художники Смоленска», м. Іваново[2]
- 2010 — Виставка «Художники Смоленска» (Виставковий зал Спілки художників Росії), м. Москва[3]
- 2009
  - II Всеросійська виставка скульптури, пам'яті великого скульптора Степана Ерзі, м. Саранськ — ISBN 978-5-7493-1456-4[4]
  - Всеросійська виставка «Россия XI», ЦДХ м. Москва[5]
  - Виставка творів смоленських художників «По старой смоленской дороге», (Государственный зал — музей «Наследие»), м. Москва[6]
- 2008 — X Регіональна виставка «Художники Центральных областей России», м. Ярославль[7]
- 2006 — I Всеросійська виставка скульптури, м. Липецьк[8]
- 2005 — Симпозіум по камню м. Гаґен, Німеччина[9]
- 2004 — X Всеросійська художня виставка «Росія», (Центральний виставковий зал) м. Москва[10]
- 2003 — IX Регіональна виставка «Художники Центральних областей Росії», м. Липецьк[11]
- 2002 — Межрегіональна виставка «Россия молодая», м. Брянськ
- 2001
  - Виставка до 75-річчя народного художника Росії, професора А. Г. Сергєєва. ISBN 5-93145-011-4
  - Передвижна виставка Російської Академії художеств, міста Смоленськ, Москва
  - Виставка смоленських художників, м. Вітебськ
  - Виставка смоленських художників, г. Орша
- 2000
  - Всеросійська художня виставка до 2000-річчя Різдва Христова «Імені Твоєму».— М., 2000. — С. 61 — ISBN 5-93742-005-5
  - Всеросійська художня виставка «Защитникам отечества посвящается» до 55-річчя перемоги, м. Москва — ISBN 5-86146-151-1
- 1999 — IX Всеросійська художня виставка «Росія»: К-г / Отв. ред. Ю. И. Нехорошев. — М., 1999. — С. 198. — ISBN 5-269-00972-2
- 1998
  - Регіональна виставка «Время. Пространство. Человек», місто Гагарін
  - Групова художня виставка «Учитель и ученики», м. Гагарін
  - Виставка смоленських художників у Воєнній Академії ПВО, м. Смоленськ
- 1997 — VIII Регіональна виставка «Художники Центральных областей России»: К-г. — М., 1997. — С. 27. — ISBN 5-85057-147-7
- 1994 — Персональна виставка, музей скульптури С. Т. Коненкова, г. Смоленськ
- 1991 — Міжреспубліканська виставка «Памятники Отечества в произведениях художников России, Украины, Белоруссии», г. Смоленск, Минск
- 1990 — VII Регіональна виставка «Художники Центральных областей России», г. Владимир
- 1988 — Всесоюзна художня виставка «На страже завоеваний социализма», м. Москва
- 1987 — Республіканська художня виставка «Художник и время», м. Москва
- 1985
  - II Всеросійська виставка скульптури, м. Москва
  - VI зональна художня виставка «Художники Нечернозем'я»
  - VII республіканська виставка «Советская Россия», г. Москва
- 1980 — Обласна виставка спілки художників, м. Смоленськ
- 1979 — Обласна виставка спілки художників, м. Смоленськ
- 1978 — Всесоюзна молодіжна виставка, м. Москва

## Публікації в книгах
- Гайдарова, Раиса Петровна. Художник — человек мира: публикации разных лет. — Смоленск: Смоленская гор. тип., 2011. — С. 128. — ISBN 978-5-94223-696-0.
- Биографическая справка // Смоленские художники «60 лет смоленской организации Союза Художников России». — Смоленск, 1999. — С. 69. — ISBN 5-87210-157-0.

## Галерея робіт

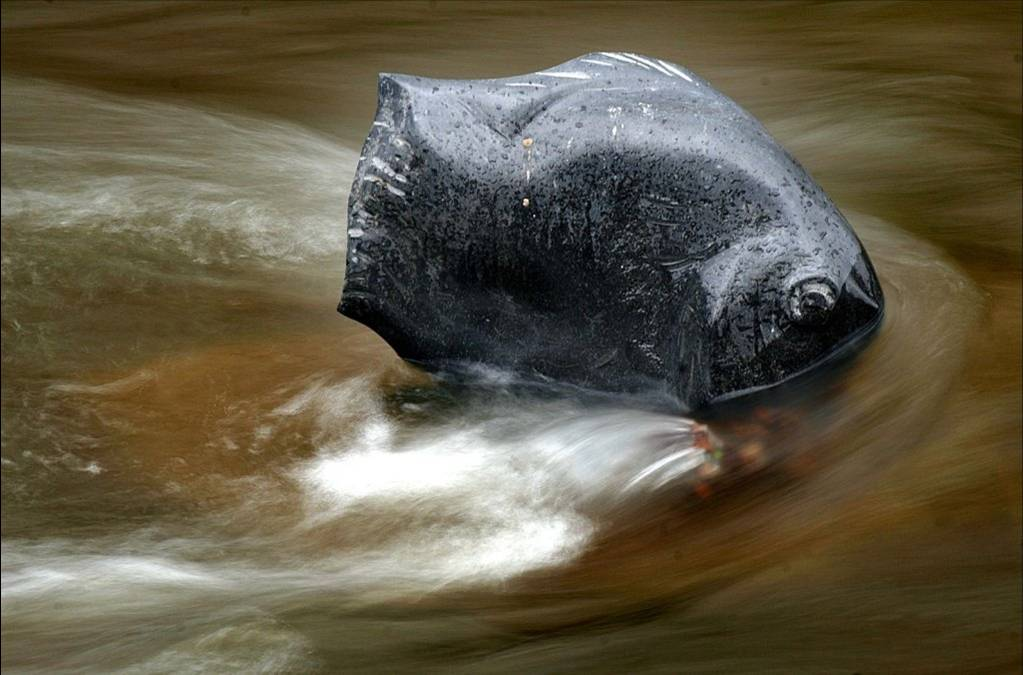
Риба виконання бажань. Граніт, місто Гаген (Німеччина), річка Фольме